# 法善寺 (長野県麻績村)
法善寺（ほうぜんじ）は、長野県東筑摩郡麻績村にある曹洞宗の寺院。山号は仏眼山。本尊は阿弥陀如来。信濃三十三観音霊場第1番札所。

## 概要
寺伝では、奈良時代の和銅年間（708年 - 715年）に法相宗の岩竜山西竜寺として、唐に学んだ定恵が創建したと伝わっている。その後室町時代の永正9年（1512年）に、遠州水窪の善住寺2世賢甫宗俊禅師により現在地に中興開山し、仏眼山法善寺と改め、曹洞宗寺院となり、麻績城主服部氏が中興開基となった。天文22年（1553年）には武田氏により境内禁制が掲げられ、寺領を寄進され、川中島の戦いでは、武田信玄が当寺の前立本尊である木造聖観音を厄除けとして持参した伝承が残る。慶安4年（1651年）には将軍徳川家光により朱印8石を拝領した。
本尊は鎌倉時代後期の木造阿弥陀如来坐像。善光寺街道麻績宿本陣脇から参道を上ると、三界万霊塔、宝篋印塔を過ぎ、唐破風山門がある。本堂は12間で天保2年（1831年）に再建された。衆寮の南側には四阿権現の仮堂があり、明治時代の初年に客殿の本尊として山頂の権現堂より移設した如意輪観音の懸仏がある。寺宝には江戸幕府の朱印状9通、中国の径山寺旧蔵で武田信玄の奥書のある弥勒浄土の絵巻などがある。

## 伽藍
- 本堂
- 庫裏
- 山門

## 御詠歌
逆縁も　
洩らさで救う　
西谷の　
巡礼塔を　
おがむ尊さ

## 交通アクセス
- 東日本旅客鉄道（JR東日本）■篠ノ井線　聖高原駅から徒歩約15分